# Primera Liga de Yugoslavia 1990-91
La Primera Liga de Yugoslavia, en su temporada 1990-91, fue la 62ª edición del torneo de liga, fue también la última en que equipos de Croacia y Eslovenia participaron ya que en 1991 ambos países declararon su independencia de Yugoslavia.
El campeón fue el Estrella Roja de Belgrado, campeón defensor, que ganó el campeonato con diez puntos de ventaja sobre Dinamo Zagreb y trece contra el Partizan Belgrado. Es el 18° título en la historia del club, que logró el triplete al ganar también la Copa de Yugoslavia y la Copa de Campeones de Europa.

## Formato de competición
Los diecinueve clubes disputan dos ruedas a partidos de ida y vuelta con un total de 36 juegos por cada equipo. Se otorgaron dos puntos por victoria, los partidos empatados se definieron mediante lanzamientos penales donde el ganador obtiene un punto.
Al final de temporada los clubes croatas Dinamo Zagreb, NK Osijek, NK Rijeka, Hajduk Split y el recién ascendido NK Zagreb al igual que el club esloveno Olimpija Ljubljana abandonaron la liga para pasar a disputar la nueva liga croata y liga eslovena. Por tanto, no hubo clubes relegados y fueron ascendidos cuatro clubes de segunda liga.

## Tabla
| Pos | Club                   | PJ | PG | PE | PP | GF | GC | Dif. | Puntos |
| --- | ---------------------- | -- | -- | -- | -- | -- | -- | ---- | ------ |
| 1   | Estrella Roja Belgrado | 36 | 25 | 6  | 5  | 88 | 54 | +34  | 54     |
| 2   | Dinamo Zagreb          | 36 | 20 | 10 | 6  | 72 | 36 | +36  | 44     |
| 3   | Partizan Belgrado      | 36 | 18 | 8  | 10 | 62 | 36 | +26  | 41     |
| 4   | Borac Banja Luka       | 36 | 14 | 11 | 11 | 42 | 38 | +4   | 35     |
| 5   | Proleter Zrenjanin     | 36 | 17 | 4  | 15 | 50 | 49 | +1   | 35     |
| 6   | Hajduk Split           | 36 | 15 | 9  | 12 | 49 | 38 | +11  | 33     |
| 7   | Vojvodina Novi Sad     | 36 | 14 | 9  | 13 | 47 | 52 | -5   | 33     |
| 8   | Rad Belgrado           | 36 | 14 | 7  | 15 | 42 | 34 | +8   | 32     |
| 9   | NK Osijek              | 36 | 14 | 6  | 16 | 52 | 57 | -5   | 32     |
| 10  | Radnički Niš           | 36 | 14 | 5  | 17 | 35 | 49 | -14  | 32     |
| 11  | FK Sarajevo            | 36 | 13 | 10 | 13 | 37 | 48 | -11  | 31     |
| 12  | Velež Mostar           | 36 | 12 | 10 | 14 | 54 | 55 | -1   | 30     |
| 13  | FK Zemun               | 36 | 12 | 10 | 14 | 40 | 53 | -13  | 30     |
| 14  | Olimpija Ljubljana     | 36 | 14 | 3  | 19 | 41 | 59 | -18  | 30     |
| 15  | NK Rijeka              | 36 | 13 | 10 | 13 | 33 | 25 | +8   | 29     |
| 16  | Željezničar Sarajevo   | 36 | 11 | 13 | 12 | 35 | 41 | -6   | 29     |
| 17  | Budućnost Titogrado    | 36 | 13 | 6  | 17 | 43 | 48 | -5   | 28     |
| 18  | Sloboda Tuzla          | 36 | 11 | 7  | 18 | 36 | 56 | -20  | 23     |
| 19  | Spartak Subotica       | 36 | 1  | 10 | 25 | 25 | 74 | -49  | 4      |

- Técnico del Campeón: Ljupko Petrović (Estrella Roja Belgrado).

### Máximos Goleadores
| Goles             | Jugador                | Club |
| ----------------- | ---------------------- | ---- |
| Darko Pančev      | Estrella Roja Belgrado | 34   |
| Davor Šuker       | Dinamo Zagreb          | 22   |
| Zvonimir Boban    | Dinamo Zagreb          | 16   |
| Predrag Mijatović | FK Partizan            | 14   |
| Dragiša Binić     | Estrella Roja Belgrado | 14   |
| Ljubomir Vorkapić | Vojvodina Novi Sad     | 13   |
| Vladimir Gudelj   | Velez Mostar           | 13   |
| Anto Drobnjak     | Buducnost Titogrado    | 13   |

## Segunda Liga
- Clubes ascendidos Vardar Skopje, OFK Belgrado, Sutjeska Nikšić y Pelister Bitola.
- los clubes croatas NK Zagreb, Cibalia Vinkovci, HNK Šibenik y HNK Dubrovnik abandonaron la liga a fin de temporada para pasar a disputar la nueva liga croata.

| Pos | Club                 | PJ | PG | GP | PE | PP | GF | GC | Dif. | Puntos |
| --- | -------------------- | -- | -- | -- | -- | -- | -- | -- | ---- | ------ |
| 1   | NK Zagreb            | 36 | 20 | 2  | 3  | 11 | 58 | 28 | +30  | 42     |
| 2   | Vardar Skopje        | 36 | 19 | 4  | 3  | 10 | 58 | 38 | +20  | 42     |
| 3   | OFK Belgrado         | 36 | 16 | 6  | 3  | 11 | 50 | 33 | +17  | 38     |
| 4   | Sutjeska Nikšić      | 36 | 17 | 4  | 1  | 14 | 43 | 29 | +14  | 38     |
| 5   | OKF Kikinda          | 36 | 17 | 3  | 3  | 13 | 42 | 38 | +4   | 37     |
| 6   | Pelister Bitola      | 36 | 17 | 1  | 3  | 15 | 54 | 45 | +9   | 35     |
| 7   | Napredak Kruševac    | 36 | 15 | 4  | 5  | 12 | 50 | 39 | +11  | 34     |
| 8   | KF Prishtina         | 36 | 16 | 1  | 2  | 17 | 48 | 44 | +4   | 33     |
| 9   | Radnički Belgrado    | 36 | 15 | 3  | 1  | 17 | 48 | 48 | 0    | 33     |
| 10  | Cibalia Vinkovci     | 36 | 16 | 1  | 4  | 15 | 50 | 53 | −3   | 33     |
| 11  | Mogren Budva         | 36 | 16 | 1  | 5  | 14 | 37 | 42 | −5   | 33     |
| 12  | HNK Šibenik          | 36 | 14 | 4  | 2  | 16 | 44 | 45 | −1   | 32     |
| 13  | FK Bor               | 36 | 14 | 4  | 3  | 15 | 32 | 38 | −6   | 32     |
| 14  | Mačva Šabac          | 36 | 13 | 6  | 4  | 13 | 27 | 40 | −13  | 32     |
| 15  | Sloboda Titovo Užice | 36 | 13 | 5  | 3  | 15 | 38 | 36 | +2   | 31     |
| 16  | HNK Dubrovnik        | 36 | 14 | 3  | 3  | 16 | 31 | 41 | −10  | 31     |
| 17  | Iskra Bugojno        | 36 | 13 | 3  | 2  | 18 | 31 | 49 | −18  | 29     |
| 18  | Leotar Trebinje      | 36 | 13 | 1  | 3  | 19 | 44 | 65 | −21  | 27     |
| 19  | Borac Čačak          | 36 | 6  | 2  | 5  | 23 | 29 | 63 | −34  | 14     |